# روجر سيل
روجر سيل (1932-أيار/مايو 11، 2017) كان ناقدا أدبيا وكاتبا أميركيا، وهو شقيق كيركباتريك سيل. عمل معظم حياته المهنية أستاذ للغة الإنجليزية في جامعة واشنطن.

## أدب الأطفال
تأثير البيع على النقد الأدبي هو الأكثر وضوحا في عمله على أدب الأطفال. قبل عمله في 1960 و 1970، اختار القليل من النقاد المحترفين  بأخذ أدب الأطفال بشكل جدي، لكن سيل عارضهم بأنه يمكن ويجب أن يعطى نفس الاحترام والتدقيق الذي يعطى لخيال البالغين. في عام 1978، نشر كتابا بعنوان «حكايات خرافية وما بعدها»، وهي في الأساس مجموعة من المقالات التي تدافع عن القيم الأدبية لأدب الأطفال، وهو يقدم رأيه النقدي حول المؤلفين من أ.أ. ميلن إلى روديارد كيبلينج إلى بياتريكس بوتر.
يُنسب إلى سيل أيضًا كونه من بين النقاد الأدبيين الأوائل الذين ناقشوا العمل بجدية في تجيه آر آر تولكين (الذي تم رفض أعماله إلى حد كبير لانه يرى على انه «حدث» ولا يستحق التحليل من قبل غالبية النقاد المحترفبن، وأشهرهم (ليونيل تريلينغ).أوضحت مقالته«تولكين وفرودو باجينز» في تولكين والنقاد (إد. بقلم نيل إيزاكس وروز زيمباردو) في عام 1968.

## عمله كصحفي
ساهم سيل عدت مرات في مراجعات نيويورك للكتب في 1970- كما انه كتب 39 مراجعا ومقالاتا لهذا المنشور من 1971 إلى 1983، وعرض رأيه النقدي في مثل هذه الكتب البارزة  مثل راغتايم بواسطة إي إل دوكتورو ديسباتشيز لمايكل هير.  .
في مختلف المجالات، عمل سيل ككاتب عمود الأحيانا لصحيفة سياتل الاسبوعية، صحيفة بديلة، تغطي موسم سياتل سوبرسونيكس و.أداء المباراة الفاصلة.

## عمله كمؤرخ
المثير للدهشة، على الرغم من تدريب سيل وحياته العملية تركزان على الأدب الإنجليزي، إلا أنه اليوم أصبح معروفا كمؤلف لكتاب التاريخ-على وتحديدا سياتل الماضي إلى الحاضر.

## تقاعده
بقي روجر سيل  مصدرا حيا للتحفيز الأدبي والفكري للزملاء والطلاب بعد تقاعده. كان مرشدا للكثير من الشبان الباحثين في الادب،  تكرما منه تطوع بوقته لتدريس مساقات الأدب في جامعة ما وراء القضبان في مجمع مونرو الإصلاحي.

## أعماله
- Reading Spenser: An Introduction to The Faerie Queen ، 1968
- On Writing، 1970
- Modern Heroism: Essays on D. H. Lawrence، William Empson and J.R.R. Tolkien، 1973
- On Not Being Good Enough: Writings of a Working Critic، 1979
- Closer to Home: Writers and Places in England، 1780-1830، 1986

## روابط خارجية
●وصف لتدريس المبيعات في أوائل السبعينيات
●قائمة وروابط المقالات ة التي كتبها Sale لمجلة New York Review of Books
●كتاب على الإنترنت من تأليف أستاذ في أدب الأطفال، يذكر في مقدمته القصص الخيالية وما بعدها